# ایستگاه نیزاکی
ایستگاه نیزاکی (به لاتین: Niizaki Station) یک ایستگاه قطار در ژاپن است که در نیگاتا واقع شده‌است.